# گریگوری پانتلیمنوف
گریگوری پانتلیمنوف (روسی: Григорий Пантелеймонов؛ ۳۰ دسامبر ۱۸۸۵ – ۳۱ اکتبر ۱۹۳۴) ورزشکار ورزش تیراندازی اهل امپراتوری روسیه بود.
وی در مسابقات کشوری و بین‌المللی در مجموع برندهٔ ۱ مدال نقره شده‌است.